# SN 1986E
SN 1986E – supernowa typu II-L odkryta 13 kwietnia 1986 roku w galaktyce NGC 4302. Jej maksymalna jasność wynosiła 14,20m.